# Zdzisław Podkański
Zdzisław Zbigniew Podkański, född 18 oktober 1949 i Guzówka i Lublins vojvodskap, död 18 februari 2022, var en polsk politiker. Han var ledamot av Europaparlamentet 2004–2009. Han hörde först till EPP-gruppen och gick 2005 med i nationalkonservativa Gruppen Unionen för nationernas Europa. Podkański blev invald i Europaparlamentet från Polska folkpartiets lista, men hörde till de politiker som uteslöts ur partiet som drabbades av djup splittring under mandatperioden 2004–2009. Han blev sedan partiledare för utbrytargruppen Piastpartiet.
Under sin tid i Polska folkpartiet tjänstgjorde Podkański även som Polens kulturminister 1996–1997.